# Oplurus saxicola
Oplurus saxicola är en ödleart som beskrevs av  Grandidier 1869. Oplurus saxicola ingår i släktet Oplurus och familjen Opluridae. IUCN kategoriserar arten globalt som livskraftig. Inga underarter finns listade i Catalogue of Life.